# Andrzej Maciej Łubowski
Andrzej Maciej Łubowski, występuje także jako Maciej Łubowski (ur. 6 października 1946 w Poznaniu) – polski artysta malarz, profesor sztuk plastycznych, animator życia artystycznego, dyrektor Galerii u Jezuitów w Poznaniu (2008–2012) działacz Związku Polskich Artystów Plastyków, pedagog zaangażowany na stanowisku profesora zwyczajnego w Wyższej Szkole Umiejętności Społecznych w Poznaniu w latach 2006–2015 oraz w Wyższej Szkole Artystycznej w Warszawie. Od 2015 profesor na Wydziale Architektury Politechniki Poznańskiej. Został odznaczony Brązowym i Srebrnym Medalem „Zasłużony Kulturze Gloria Artis” (2010, 2021).

## Życiorys
Ukończył warszawską Akademię Sztuk Pięknych w 1971 dyplomem na Wydziale Malarstwa, w pracowni prof. Stefana Gierowskiego. Po studiach powrócił do rodzinnego Poznania. Początkowo uprawiał malarstwo w konwencji informel. W drugiej połowie lat 70. zasłynął jako jeden z czołowych przedstawicieli fotorealizmu. W tamtych latach malował obrazy przedstawiające własną postać przemierzającą nieprzyjazne przestrzenie wielkomiejskich wykopów i zaułków (Kolekcja XX i XXI wieku – Muzeum Sztuki w Łodzi). W latach 80. brał udział w ruchu kultury niezależnej wystawiając swoje prace m.in. w pracowni Jana Rylkego na warszawskim Ursynowie. W swojej twórczości posługuje się fotografią tworząc cykle prac malarskich: w latach 80. symbolicznych obrazów, w latach 90. instalacji malarskich powstałych z powiększonych wizerunków twarzy pociętych w pionowe pasy i kostek betonowych („Dekompozycje”), od 1999 obiektów malarskich powstałych z pionowego załamania obrazów przedstawiających fragmenty twarzy („Złamane Obrazy” i „Obiekty Podwójne”), które po dołożeniu tła przedstawiającego rozkopaną ziemię wyewoluowały w następny monumentalny cykl pt. „Panoramy”. W 2008 rozpoczął cykl prac pt. „Presje" będący kontynuacją poprzednich serii. Równolegle od 2007 kontynuuje serie obrazów z postaciami umiejscowionymi pod światło na tle okien lub przeszklonych drzwi (Okna, Przy Oknie, Przy drzwiach). Są to obrazy o charakterze metaforycznym, dotykające kondycji ludzkiej.
W 1996 ukazała się książka pt. „Ścieżka Malowania”, traktująca o twórczości Andrzeja Maciej Łubowskiego autorstwa Ryszarda K. Przybylskiego, wydana przez Galerię Miejską „Arsenał” w Poznaniu. Przy okazji wystawy indywidualnej, we wspomnianej galerii w 2005, został wydany album dotyczący całej twórczości artysty (Maciej Łubowski: malarstwo otwarte, oprac. Barbara Gałężewska, Marcin Matuszak, Galeria Miejska „Arsenał”, Poznań 2005).